# Lavacolhos

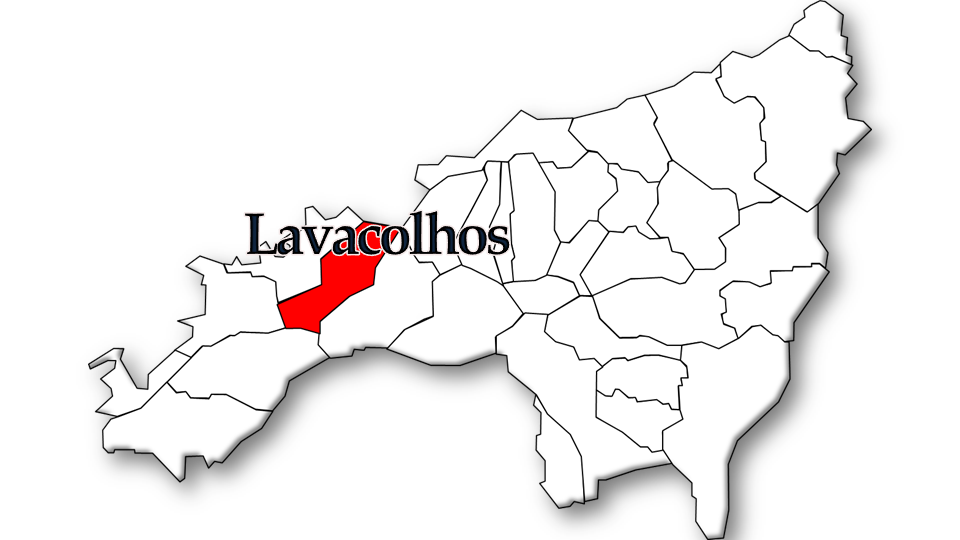
Localização da freguesia no Município do Fundão

Lavacolhos é uma povoação portuguesa sede da Freguesia de Lavacolhos do Município do Fundão, freguesia com 19,87 km² de área e 180 habitantes (censo de 2021), tendo, por isso, uma densidade populacional de 9,1 hab./km².

## Demografia
A população registada nos censos foi:
| Distribuição da População por Grupos Etários | Distribuição da População por Grupos Etários | Distribuição da População por Grupos Etários | Distribuição da População por Grupos Etários | Distribuição da População por Grupos Etários |
| -------------------------------------------- | -------------------------------------------- | -------------------------------------------- | -------------------------------------------- | -------------------------------------------- |
| Ano                                          | 0-14 Anos                                    | 15-24 Anos                                   | 25-64 Anos                                   | > 65 Anos                                    |
| 2001                                         | 21                                           | 31                                           | 100                                          | 90                                           |
| 2011                                         | 13                                           | 20                                           | 116                                          | 87                                           |
| 2021                                         | 8                                            | 8                                            | 79                                           | 85                                           |

## Património
- Capela do Divino Espírito Santo
- Alminhas
- Castro do Monte de Argemela
- Antigas minas de Argemela
- Alto da Ramalheira

## Pontos de interesse
- Casa do Bombo - centro de conhecimento e interpretação da cultura musical do bombo.